# 科尔贝姆
科尔贝姆（法語：Corbehem）是法国上法兰西大区加来海峡省的一个市镇，位于该省东部，属于阿拉斯区。该市镇2009年时的人口为2,366人。

## 人口
科尔贝姆人口变化图示
| 数据来源：INSEE |